# Conus byssinus
Espèce
Conus byssinus est une espèce de mollusques gastéropodes marins de la famille des Conidae.
Comme toutes les espèces du genre Conus, ces escargots sont prédateurs et venimeux. Ils sont capables de « piquer » les humains et doivent donc être manipulés avec précaution, voire pas du tout.

## Description
La taille de la coquille varie entre 33 mm et 80 mm.

## Distribution
Cette espèce est présente dans l'océan Atlantique au large du Sahara occidental.

## Taxonomie

### Publication originale
L'espèce Conus byssinus a été décrite pour la première fois en 1798 par le malacologiste allemand Peter Friedrich Röding (1767-1846) dans la publication intitulée « Catalogus cimeliorum e tribus regnis naturæ quæ olim collegerat Joa »,.

### Synonymes
- Conus (Kalloconus) byssinus (Röding, 1798) · appellation alternative
- Cucullus byssinus Röding, 1798 · non accepté (combinaison originale)
- Kalloconus byssinus (Röding, 1798) · non accepté

## Identifiants taxonomiques
Chaque taxon catalogué par les bases de données biologiques et taxonomiques possède un identifiant qui permet d'établir un point de référence. Les identifiants de Conus byssinus dans les principales bases sont les suivants :
BOLD : 596876 - CoL : XX3M - GBIF : 6511351 - iNaturalist : 1023134 - IRMNG : 11899365 - WoRMS : 430458 - ZOBODAT : 122051